# Carretera Federal 1

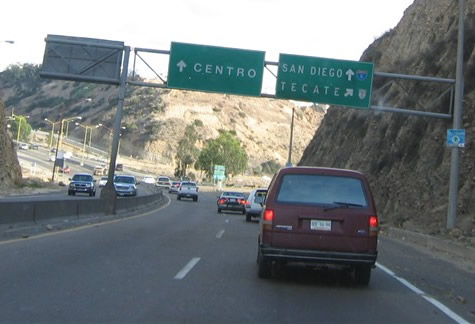
Auf der Transpeninsular

Die Carretera Federal 1, auch bekannt als Carretera Transpeninsular, ist eine 1.711 km lange Fernstraße auf der Halbinsel Niederkalifornien, fertiggestellt im Jahre 1973. Sie verläuft meistens zweispurig von der nördlichen Grenzstadt Tijuana im mexikanischen Bundesstaat Baja California (BC) bis nach Cabo San Lucas an der Südspitze vom Bundesstaat Baja California Sur. Auf US-amerikanischer Seite ab San Ysidro in Kalifornien führt sie als Interstate 5 entlang der Westküste nördlich bis nach Kanada hinein.